# Rózsa Dániel (labdarúgó)
Rózsa Dániel (Szombathely, 1984. november 24. –) magyar válogatott labdarúgó, jelenleg az NB III-as Haladás kapusa.

## Pályafutása
A 2004/05-ös szezonban debütált a Szombathelyi Haladás színeiben az NB II-ben. Hamarosan ő lett az első számú kapus és így a klub vele jutott fel az élvonalba, ahol bronzérmet szerzett. A 2012 és 2014 közti időszakban remekül védett, volt olyan szezon amikor a sportnapilap osztályzatai alapján ő volt a bajnokság második legjobb kapusa. 2016-ig biztos volt a helye a Haladás kapujában, a klub azonban ezt követően leigazolta Király Gábort és így Rózsa elveszítette a pozícióját. A két válogatott hálóőr a következő években felváltva védett, de általában Király nevével kezdődött a csapat összeállítása. Király visszavonulását követően Rózsa maradt a csapatnál, amely jelenleg a másodosztályban szerepel. 

A magyar válogatottban 2014-ben két mérkőzésen kapott lehetőséget és egyik fellépésén sem kapott gólt. 

## Sikerei, díjai
Magyar bajnokság bronzérmese: 2008-2009

## Statisztika

### Mérkőzései a válogatottban
| Magyarország | Magyarország    | Magyarország                    | Magyarország | Magyarország | Magyarország | Magyarország | Magyarország | Magyarország |
| #            | Dátum           | Helyszín                        | Hazai        | Eredmény     | Vendég       | Kiírás       | Gólok        | Esemény      |
| ------------ | --------------- | ------------------------------- | ------------ | ------------ | ------------ | ------------ | ------------ | ------------ |
| 1.           | 2014. június 4. | Budapest, Puskás Ferenc Stadion | Magyarország | 1 – 0        | Albánia      | barátságos   | -            |              |
| 2.           | 2014. június 7. | Budapest, Puskás Ferenc Stadion | Magyarország | 3 – 0        | Kazahsztán   | barátságos   | -            |              |
|              | Összesen        |                                 |              | 2            | mérkőzés     |              | 0            | gól          |